# 国立江田島青少年交流の家
国立江田島青少年交流の家（こくりつえだじませいしょうねんこうりゅうのいえ）は、独立行政法人国立青少年教育振興機構の施設である。住所は広島県江田島市江田島町津久茂1-1-1。カッター研修ができる。

## 特色
広島湾の江田島に位置し、瀬戸内の自然環境の中で、カッター・カヌー研修などの海洋活動、学習活動や体育館・武道館・グラウンド・野球場・テニスコート・サイクリング車庫を有し各種スポーツ活動や、野外炊事場・営火場・テントサイトなどの野外活動向けの設備や宿泊施設などが充実している。利用可能なのは、青少年及び青少年教育関係者、企業、各種団体、少人数グループ、家族等で政治的活動、宗教的活動、営利目的での利用はできない。

## 設備
- 主な設備

研修室12室、講堂、海洋科学室、クラフト室、営火場、カッター研修施設、カヌー艇庫、体育館、武道館、グラウンド、野球場、テニスコート、野外炊事場、宿泊室（洋室246人）、宿泊室（和室148人）、講師宿泊棟、ボランティア棟、レストラン、ビア・コーナー、医務室、売店、浴室等。

## 沿革
- 1966年（昭和41年）1月13日 - 国立第五青年の家として広島県安芸郡江田島町に設置を決定[4]。
- 1967年（昭和42年）6月1日 - 文部科学省設置法施行規則の一部改正により国立江田島青年の家設置[5]。
- 1968年（昭和43年）2月15日 - 研修業務開始[6]。
- 2001年（平成13年）4月1日 - 独立行政法人国立青年の家に移行[7]。
- 2006年（平成18年）4月1日 - 独立行政法人国立青少年教育振興機構に移行し、「国立江田島青少年交流の家」へ名称変更[5]。
- 2009年（平成21年）11月1日 - 耐震工事のため休館（2010年（平成22年）3月20日まで）。